# Sankt Jakobs kyrka, Opatija
Sankt Jakobs kyrka (kroatiska: Crkva svetog Jakova) är en kulturminnesskyddad romersk-katolsk kyrka i Opatija i Kroatien. Den uppfördes som klosterkyrka troligtvis år 1420 men mycket lite är bevarat av den ursprungliga konstruktionen. Kyrkan är tillägnad stadens skyddshelgon sankt Jakob och är en av Opatijas landmärken. Den är Opatijas äldsta kyrkobyggnad och är belägen vid strandpromenaden Lungomare i Sankt Jakobs park. 

## Historik
Sankt Jakobs kyrka är starkt förknippad med Opatijas historia. På platsen för dagens kyrka uppförde benediktiner som tagit sin tillflykt från Sankt Peters-klostret i friuliska Manzano på 1400-talet ett benedektinkloster och klosterkyrka. Kring detta komplex bestående av Sankt Jakobs kloster och klosterkyrka växte senare ett samhälle fram som kallades Abbazia (italienska) eller Opatija (kroatiska), båda namnversionerna med betydelsen 'kloster' (jmf med engelskans Abbey). Klostret omnämns för första gången år 1453 och övertogs år 1555 av agustinerna och år 1723 av johanniterna.
Vid tiden innan Opatijas framväxt då klostret ännu stod isolerat var det en plats där rättegångar hölls. På Sankt Jakobs dag organiserades en marknad vid klostret och människor från landsbygden strömmande dit för att handla eller idka handel. I klostrets omedelbara närhet låg Opatijas första begravningsplats som dock flyttades i samband med uppförandet av Hotel Kvarner i slutet av 1800-talet.  
Den forna klosterkyrkan har under åren genomgått flera till- och ombyggnationer. År 1506 lät abboten Šimun rekonstruera kyrkan och på 1700-talet rekonstruerades den ånyo. Fram till år 1748 tros den ännu ha varit en enkel enskeppig kyrka. År 1930 expanderades kyrkobyggnaden.